# أمير مخول
أمير مخول (بالعبرية: אמיר מח'ול) هو فلسطيني مسيحي فلسطيني ووكان مديرًا لمنظمة اتحاد الجمعيات الأهلية العربية في حيفا.
في عام 2010 ألقي القبض على مخول بتهمة التجسس. اعترف بتهمة التجسس كجزء من صفقة الاستئناف وأدين وحكم عليه بالسجن لمدة 9 سنوات.

## الاعتقال
في أبريل 2010 صدر أمر بعدم الخروج يمنع مخول من مغادرة البلد. بعد أسبوعين اعتقل مخول وزميله الناشط عمر سعيد وهو صيدلي عربي فلسطيني من داخل الخطّ الأخضر بتهمة التجسس لصالح حزب الله. كما تم توقيفه بناء على طلب من الشاباك. وفقا للشاباك التقى مخول مع عميل معروف لحزب الله خلال زياراته إلى الدول العربية وجند للتجسس ضد إسرائيل. بعد أسبوع من اعتقال مخول سمح القاضي في القضية بالرفع الجزئي لأمر الهفوة حتى يمكن لوسائط الإعلام أن تسمي المتهم.
وفقا لقرار اتهام عام 2010 كما ورد في صحيفة هآرتس تم تجنيد كل من مخول وسعيد جواسيس لحزب الله من قبل حسن جاجا الذي وصف بأنه وكيل للمنظمة العاملة في الأردن. جاء في لائحة الاتهام أنه في عام 2008 التقى مخول بعضو حزب الله الثاني الذي لم يكشف عن اسمه في الدنمارك وقدمه جاجا. وافق على تقديم معلومات إلى المنظمة والإشارة إلى المجندين المحتملين وتلقى برمجيات التشفير كوسيلة للاتصال. ثم سعى مخول لتزويد معالجه بأسماء ستة مجندين محتملين وقد تم التحقيق معهم لاحقا من قبل الشاباك وأطلق سراحه بدون تهمة. طلب من مخول أن يقدم تقريرا عن المواقع الدقيقة لمرافق الشاباك داخل إسرائيل فضلا عن ترتيباتها الأمنية. تم نقل تفاصيل موقعين من هذا القبيل إلى مناصريه في حزب الله وفقا لقرار الاتهام. طلب من مخول تقديم معلومات عن مواقع المنشآت الأمنية والحكومية الأخرى فضلا عن منازل السياسيين البارزين وموظفي الأمن. بالإضافة إلى ذلك طلب منه تسجيل مواقع الضربات الصاروخية خلال حرب لبنان الثانية وتمرير ملاحظاته بشأن الرأي العام الإسرائيلي بشأن مواضيع مختلفة. تزعم لائحة الاتهام أن مخول قامت بمراقبة قاعدة واحدة على الأقل لجيش الدفاع الإسرائيلي بالقرب من ناششونيم. وصف أيضا لمسئوليه ضعف السكان المدنيين الإسرائيليين بأنه نقطة ضعف.

## رفض التهم
عند قراءة تقرير هآرتس كتبت رزان زعيتر زوجة جاجا رسالة إلى صحيفة الغد الأردنية نفت فيها الاتهام بأن زوجها له أي انتماء لحزب الله. اقترحت أن هذه محاولة لمنع الاتصالات بين الفلسطينيين الإسرائيليين الذين يعيشون داخل الخط الاخضر وفلسطينيو الشتات.

## الصفقة
في أكتوبر 2010 اعترف مخول بالاتصال بوكيل أجنبي وتآمر لمساعدة عدو في وقت الحرب، تفاقم التجسس لحزب الله كجزء من صفقة الاستئناف. أسقط الادعاء التهمة الأكثر خطورة «مساعدة عدو في الحرب» والتي كان يمكن أن يكون قد حكم عليه بالسجن المؤبد نتيجة للمساومة.

## الإدانة والحكم
في يناير 2011 أدانت محكمة حيفا المحلية مخول بالتجسس والاتصال بوكيل أجنبي لحزب الله. حكم عليه بالسجن لمدة تسع سنوات مع حكم بالسجن لمدة سنة إضافية مع وقف التنفيذ.

## ردود الفعل
وصفت منظمة العفو الدولية هذه الإدانة بأنها «تطور مزعج للغاية» ودعت السلطات الإسرائيلية إلى إنهاء ما وصفته بأنه «مضايقات للناشطين الفلسطينيين في مجال حقوق الإنسان» وقالت أنهم «قلقون للغاية من مزاعم تعرضه للتعذيب وغيره من ضروب سوء المعاملة بعد اعتقاله».

## الروابط الخارجية
- Janan Abdu (Ameer Makhoul's wife) (31 يناير 2011). "Israel's human rights abuses in the name of security". The Guardian. مؤرشف من الأصل في 2018-06-12.
- Rechavia Berman (15 مايو 2010). "Exclusive: "foreign agent" of the ISA - and environmental activist florist". YouPost. مؤرشف من الأصل في 2017-10-21.
- Ittijah
- Ameer Makhoul (6 مايو 2010). "Israel's repression of its Palestinian citizens unites us in struggle". The Electronic Intifada. مؤرشف من الأصل في 2017-07-25.
- Rela Mazali (20 يونيو 2010). "From a Prisoner of Conscience in an Israeli Prison". RamallahOnline.com. مؤرشف من الأصل في 2016-01-31. Includes "Letter from Gilboa Prison" by Ameer Makhoul dated 30 May 2010.